# Konstanty Adam Czartoryski
Konstanty Adam Czartoryski (ur. 28 października 1773, zm. 20 marca 1860 roku) – polski książę, wojskowy. Urodzony w związku małżeńskim Adama Kazimierza Czartoryskiego i Izabeli z Flemingów (był ich młodszym synem), jego prawdziwym ojcem był jednak Armand Louis de Gontaut, książę de Lauzun, kochanek Izabeli. Aby ukryć jego nieprawe pochodzenie, podawano jako rok jego urodzenia 1773. Brat Adama Jerzego i Marii Wirtemberskiej, wolnomularz, kawaler maltański (w zakonie przed 1799 rokiem), kawaler Honoru i Dewocji. W 1801 r. udał się do Petersburga na wiadomość o śmierci Pawła I; był w Moskwie na koronacji Aleksandra.
Konstanty Adam Czartoryski był pułkownikiem w armii Księstwa Warszawskiego (od 1809), po wyprawie Napoleona na Moskwę w 1812 został generalnym adiutantem francuskiego cesarza. W 1815 został awansowany na stopień generała brygady w wojsku polskim (Królestwo Polskie (kongresowe)).
Był dwukrotnie żonaty, najpierw z Anielą Radziwiłł (1802, syn Adam Konstanty), następnie z Marią Dzierżanowską (1810, dzieci: Aleksander Romuald, Maria Zuzanna, Konstanty Marian Czartoryski, Jerzy Konstanty).
Był ordynatem ordynacji międzyrzeckiej.